# Ingrid Haringa
Ingrid Haringa (Velsen, Holanda del Nord, 11 de juliol de 1964) és una ciclista i patinadora de velocitat sobre gel neerlandesa, ja retirada, guanyadora de tres medalles olímpiques.

## Carrera esportiva

### Patinatge de velocitat
Campiona del seu país en quatre ocasions (500 metres: 1987 i 1988; 1.000 metres: 1988 i 1989), va participar als 23 anys en els Jocs Olímpics d'Estiu de 1988 realitzats a Calgary (Canadà), on va finalitzar quinzena en els 500 metres i vint-i-unena en els 1.000 metres.

### Ciclisme
Va iniciar la pràctica del ciclisme l'any 1989, aconseguint aquell any esdevenir campiona del seu país en contrarellotge i en velocitat individual en la modalitat de ciclisme en pista. Va participar en els Jocs Olímpics d'Estiu de 1992 celebrats a Barcelona (Catalunya), on va guanyar la medalla de bronze en la prova de velocitat individual (esprint). En els Jocs Olímpics d'Estiu de 1996 realitzats a Atlanta (Estats Units) aconseguí guanyar la medalla de plata en la cursa per punts i revalidar la medalla de bronze en la prova de velocitat individual.
Al llarg de la seva carrera ha guanyat sis medalles en el Campionat del Món de ciclisme en pista, entre elles cinc medalles d'or.

## Palmarès en patinatge
- 1987
  - Campiona dels Països Baixos en 500 m.
- 1988
  - Campiona dels Països Baixos en 500 m.
  - Campiona dels Països Baixos en 1000 m.
- 1989
  - Campiona dels Països Baixos en 1000 m.

## Palmarès en ciclisme

### Pista
- 1991
  -  Campiona del món de puntuació
  -  Campiona del món de velocitat
  -  Campiona dels Països Baixos en Velocitat
- 1992
  -  Medalla de bronze als Jocs Olímpics del 1992 en Velocitat
  -  Campiona del món de puntuació
  -  Campiona dels Països Baixos en Velocitat
  -  Campiona dels Països Baixos en Puntuació
- 1993
  -  Campiona del món de puntuació
  -  Campiona dels Països Baixos en Velocitat
  -  Campiona dels Països Baixos en Puntuació
- 1994
  -  Campiona del món de puntuació
  -  Campiona dels Països Baixos en Velocitat
  -  Campiona dels Països Baixos en Puntuació
- 1995
  - Campiona d'Europa en Òmnium Endurance
  -  Campiona dels Països Baixos en Velocitat
  -  Campiona dels Països Baixos en Puntuació
  -  Campiona dels Països Baixos en 500 m.
- 1996
  -  Medalla de plata als Jocs Olímpics del 1996 en Puntuació
  -  Medalla de bronze als Jocs Olímpics del 1996 en Velocitat
  -  Campiona dels Països Baixos en Velocitat
  -  Campiona dels Països Baixos en Puntuació
  -  Campiona dels Països Baixos en 500 m.
  -  Campiona dels Països Baixos en Persecució
- 1997
  -  Campiona dels Països Baixos en Velocitat
  -  Campiona dels Països Baixos en Puntuació
  -  Campiona dels Països Baixos en 500 m.
- 2001
  -  Campiona dels Països Baixos en Velocitat

#### Resultats a laCopa del Món en pista
- 1993
  - 1r a Hyères, en Puntuació
- 1994
  - 1r a Hyères, en Puntuació

### Ruta
- 1990
  - 1a a la París-Bourges
- 1991
  -  Campiona dels Països Baixos en contrarellotge
- 1992
  - Vencedora de 2 etapes al Tour de la CEE